# Cephalotes cordiae
Cephalotes cordiae é uma espécie de inseto do gênero Cephalotes, pertencente à família Formicidae.